# Peña de Etxauri
Peña de Etxauri este o arie protejată (arie de protecție specială avifaunistică — SPA) din Spania întinsă pe o suprafață de 69,87 ha, integral pe uscat.

## Localizare
Centrul sitului Peña de Etxauri este situat la coordonatele 42°47′54″N 1°49′00″W / 42.7984°N 1.8166°V.

## Înființare
Situl Peña de Etxauri a fost declarat arie de protecție specială avifaunistică în septembrie 1996 pentru a proteja 11 specii de animale.

## Biodiversitate
Situată în ecoregiunea mediteraneană, aria protejată conține 3 habitate naturale: Păduri de Quercus ilex și Quercus rotundifolia, Pante stâncoase calcaroase cu vegetație casmofită, Formațiuni stabile xerotermofile de Buxus sempervirens pe pante stâncoase (Berberidion p.p.).
La baza desemnării sitului se află mai multe specii protejate de  păsări (11): fâsă-de-câmp (Anthus campestris), Aquila fasciata, buha (Bubo bubo), presură de grădină (Emberiza hortulana), șoim călător (Falco peregrinus), vulturul pleșuv sur (Gyps fulvus), sfrâncioc roșiatic (Lanius collurio), ciocârlie de pădure (Lullula arborea), vultur egiptean (Neophron percnopterus), Pyrrhocorax pyrrhocorax, silvie de tufiș (Sylvia undata).